# Нарконон
Нарконон (от др.-греч. ναρκοτικός — «наркотик» и англ. non — «нет») — разработанная основателем саентологии Л.Р.Хаббардом программа по реабилитации наркозависимых. В России центры Нарконон действуют в Московской области, Москве, Самаре, Екатеринбурге, Димитровграде, Красноярске, Уфе, Берёзовском (Свердловская область). На территории СНГ центры Нарконона действуют в Казахстане, Латвии, Украине, а также в Грузии.

## Состав и деятельность
Центры Нарконона являются организациями, действующими по лицензии от связанной с Церковью саентологии  некоммерческой нерелигиозной организации «Международная ассоциация по улучшению жизни и образования» (ABLE Int), основанных на работах Р. Л. Хаббарда и занимающейся внедрением программ «Нарконон», «Криминон», «Прикладное образование» и «Дорога к счастью».
Нарконон основал заключённый Государственной тюрьмы Аризоны Уильям Бенитез (William Benitez) в 1966 году. По его словам, после прочтения книги американского писателя Л. Р. Хаббарда «Саентология: основы мысли» и после применения принципов по повышению способностей человека, содержащихся в той книге, Бенитез и дюжина других заключённых навсегда избавились от пристрастия к героину.
Программа состоит из серии курсов по обучению и программы по детоксикации, которая также известна под названием программа «Очищение». Базовая информация о программе находится в книге Хаббарда «Чистое тело, ясный ум». В ходе программы детоксикации медикаменты не применяются. Вместо этого, чтобы ослабить абстинентный синдром, пациентам дают минералы и витамины. Также применяются пробежки, продолжительное пребывание в сауне.
В США плата за лечение варьируется от 10 до 30 тысяч долларов. В России плата может составлять 60 тысяч рублей.
Ведущие диетологи отмечают, что «сверхдозы витамина В1, применяемые в программах Нарконона, могут вызвать ощущение смещённого пространства и галлюцинации».
Как минимум одно независимое исследование оценивает эффективность программы Нарконон как 6,6 % (другими словами, 93,4 % участников программы не прошли её до конца или продолжили принимать наркотики в течение года).

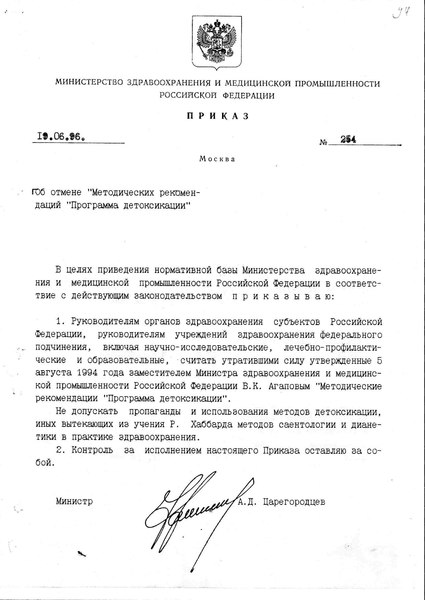
Приказ Министерства здравоохранения и медицинской промышленности РФ от 19.06.1996 г. № 254 «Об отмене «Методических рекомендаций «Программа детоксикации»

В июне 1996 года Министерство здравоохранения и медицинской промышленности Российской Федерации запретило использование в системе здравоохранения программу детоксикации и другие методы саентологии и дианетики.
Управлением Федеральной службы Российской Федерации по контролю за оборотом наркотиков по Республике Башкортостан неоднократно давались разъяснения о деструктивной деятельности организаций, использующих саентологические технологии Р.Хаббарда для профилактики наркозависимости В обращении пресс-службы управления указано, что
Управление ФСКН России по Республике Башкортостан считает недопустимой любую форму взаимодействия с некоммерческим партнерством „Нарконон-Уфа“ и поддержки любого направления её деятельности в антинаркотической сфере

## Критика
Кандидат философских наук, доцент ННГУ имени Н. И. Лобачевского, эксперт по социальному воздействию Евгений Волков в своей статье «Преступный вызов практической психологии» называет Нарконон одним из прикрытий Церкви саентологии, созданным с целью уйти из-под контроля общественного мнения и ввести в заблуждение потенциальные жертвы.

### Смерть Жослин Дорфман
Жослин Дорфман (фр. Jocelyne Dorfmann) погибла во французском центре программы Нарконон в результате эпилептического приступа, так как ей не давали принимать лекарства. 9 января 1987 года руководитель центра был осуждён за неоказание помощи.

### Уголовные дела в отношении Нарконона в России
В апреле 2007 года было возбуждено уголовное дело в отношении руководителей московской клиники «Нарконон-Стандарт». Поводом стало обращение граждан с жалобой на чересчур высокую, по их мнению, плату за лечение. В офисе Нарконона на Большой Тульской улице был проведён обыск. Также было высказано предположение, что в клинике применялись сильные психотропные средства с целью обращения пациентов в саентологию.
В апреле 2008 года милиция устроила обыск в отделении Нарконона в городе Димитровград в рамках более общего расследования деятельности Церкви саентологии в Ульяновской области. По словам следователей, дело было заведено в связи с подозрением в незаконном предпринимательстве, и при обыске было обнаружено, что отделение занималось врачебной деятельностью без необходимой лицензии.

### Официальные
- Российский сайт Нарконон
- Narconon International Официальный сайт, русскоязычный раздел

### Критика
- Глеб Мелешко Аналитическая статья о деятельности Нарконона в СНГ и Украине. . Зеркало Недели
- Приказ Министерства здравоохранения РФ об отмене методических рекомендаций «Программа детоксикации».
- «Мрачный свет у церковной ограды» — Бывший руководитель регионального отделения Нарконона, Владимир Иванов.
- В Москве возбуждено дело против сайентологической наркоклиники — Интерфакс.
- Ройзман просит Латышева организовать Общественные слушанья по поводу деятельности сайентологов — Nakanune.ru.
- Протоиерей Александр Новопашин: В сектах делают из наркоманов инвалидов — Агентство национальных новостей.
- Что скрывает Нарконон? — Русская линия.
- Narconon Exposed — информация про Нарконон.
- Operation Clambake presents: Narconon